# São Sebastião da Vargem Alegre (ort)
São Sebastião da Vargem Alegre är en ort i Brasilien.   Den ligger i kommunen São Sebastião da Vargem Alegre och delstaten Minas Gerais, i den sydöstra delen av landet, 800 km sydost om huvudstaden Brasília. São Sebastião da Vargem Alegre ligger 742 meter över havet och antalet invånare är 2 798.
Terrängen runt São Sebastião da Vargem Alegre är kuperad, och sluttar västerut. Närmaste större samhälle är Miraí, 13,9 km söder om São Sebastião da Vargem Alegre.
Omgivningarna runt São Sebastião da Vargem Alegre är huvudsakligen savann. Runt São Sebastião da Vargem Alegre är det ganska glesbefolkat, med 32 invånare per kvadratkilometer.